# Ludwik Finkel

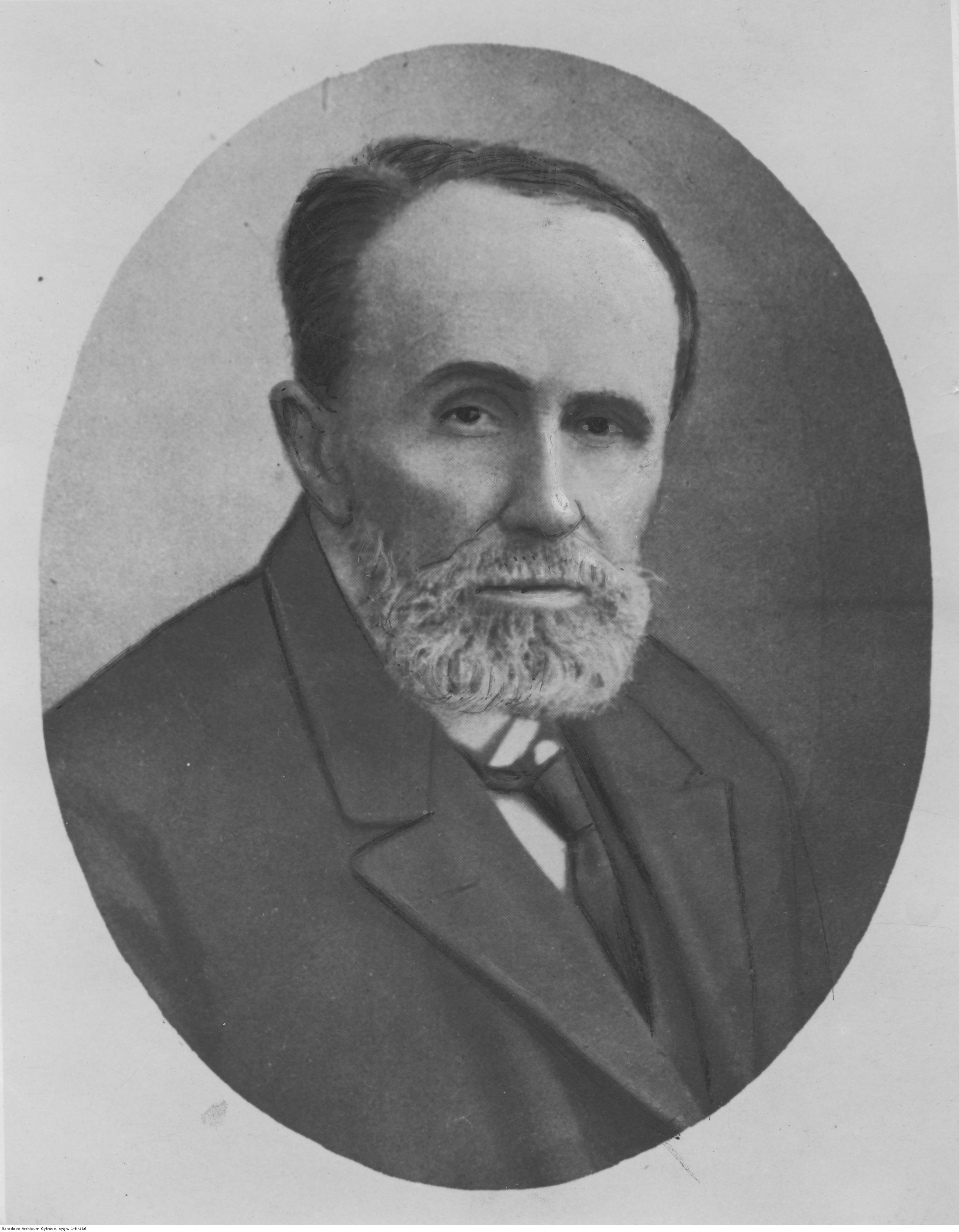
Chân dung của Ludwik Finkel

Ludwik Michał Emanuel Finkel (sinh ngày 20 tháng 03 năm 1958 tại Bursztyn - mất ngày 24 tháng 10 năm 1930 tại Lwów) là một nhà sử học người Ba Lan và là hiệu trưởng của Đại học Lviv.
Từ năm 1878 đến năm 1881, Ludwik Finkel theo học chuyên ngành lịch sử, triết học và lịch sử văn học tại Đại học Lwów và là học trò của Aleksander Hirschberg, Julian Ochorowicz và Roman Pilat. Ludwik Finkel cũng là học trò của Ksawery Liske. Bạn tốt của ông là Stanisław Lukas. Năm 1882, Ludwik Finkel lấy bằng Tiến sĩ với đề tài Marcin Kromer, historyk polski XVI wieku (Marcin Kromer, một nhà sử học Ba Lan thế kỷ 16).
Học trò của Ludwik Finkel bao gồm Natalia Gąsiorowska, Kazimierz Hartleb, Stanisław Kot, Henryk Mościcki.
Ông đượcc chôn cất tại Nghĩa trang Łyczakowski.

## Tác phẩm tiêu biểu
- Poselstwa Jana Dantyszka (1879)
- Marcin Kromer historyk polski XVI w. Rozbiór krytyczny (1883)
- Elekcja Leszczyńskiego w roku 1704 (1884)
- Okopy św. Trójcy (1889)
- Napad Tatarów na Lwów w roku 1695 (1890)
- Bibliografia historii polskiej (1891, 1895, 1906) (đồng tác giả với Stanisław Starzyński)
- Konstytucja 3 Maja (1891)
- Miasto Tarnopol w roku 1672 (1892)
- Księstwo warszawskie (1893)
- O pieśni Legionów (1894), wyd. 2 pt. Pieśń Legionów (1910)
- Historya Uniwersytetu Lwowskiego (1894, 2  tập, đồng tác giả với Stanisław Starzyński)
- O tzw. metodzie regressywnej w nauczaniu historyi (1894)
- Elekcja Zygmunta I. Sprawy dynastyi Jagiellońskiej i Unii Polsko-Litewskiej (1910) (Juliusza Kossaka minh họa)[2]
- Króla Jana Kazimierza dyplom erekcyjny Uniwersytetu Lwowskiego z r. 1661 (z 3 tablicami podobizn dyplomu) tekst oryginalny z tłumaczeniem i komentarzem (1912)
- O sprawie udziału lenników w elekcjach jagiellońskich (1913)
- Karol Szajnocha bibliotekarzem: Zakładowi Narodowemu imienia Ossolińskich w stulecie pracy i zasług (1928)
- Pojęcie, zakres i zadania dziejów powszechnych (1931)